# Любомирська волость (Єлисаветградський повіт)
Любомирська волость — історична адміністративно-територіальна одиниця Єлисаветградського повіту Херсонської губернії.
Станом на 1886 рік складалася з 8 поселень, 8 сільських громад. Населення — 2733 особи (1361 чоловічої статі та 1372 — жіночої), 547 дворових господарств.
|                     | Площа, десятин | У тому числі орної, дес. |
| ------------------- | -------------- | ------------------------ |
| Сільських громад    | 3777           | 1971                     |
| Приватної власності | 17994          | 10500                    |
| Казенної власності  | —              | —                        |
| Іншої власності     | 70             | —                        |
| Загалом             | 21841          | 12471                    |

Найбільші поселення волості:
- Любомирка — село при річці Чорний Ташлик за 95 верст від повітового міста, 843 особи, 183 двори, православна церква, школа, 5 лавок.
- Гнатівка — село при балці Ігнатівка, 717 осіб, 133 двори, школа.
- Помічна — село при балці Помічна, 654 особи, 123 двори, винокуренний завод.